# Адефовир
Адефовир (англ. Adefovir, ранее bis-POM PMEA) — рецептурное лекарство, используемое для лечения от вируса гепатита B (ВГВ). Распространяется под торговыми наименованиями Preveon и Hepsera. Это пероральный нуклеотидный аналог ингибитора обратной транскриптазы (ntRTI).

## Применение
Адефовир используется для лечения гепатита B и вируса простого герпеса.
Испытания адефовира у пациентов с ВИЧ, не демонстрирует никаких очевидных преимуществ.

## История
Адефовир был изобретён в Институте органической химии и биохимии Академии наук Чешской Республики химиком Антонином Голи. 
Препарат разрабатывался компанией Gilead Sciences для лечения ВИЧ под маркой Preveon. 
Тем не менее, в ноябре 1999 года группа экспертов посоветовала FDA не одобрять препарат из-за опасений по поводу тяжести и частоты почечной токсичности при дозировке 60 или 120 мг. 
FDA последовала этому совету, отказавшись утвердить адефовир в качестве средства для лечения ВИЧ.
Gilead Sciences прекратила его разработку для лечения ВИЧ-инфекции в декабре 1999 г., но продолжила работать с ним как с препаратом для лечения гепатита В (HBV), в чём он оказался эффективен в гораздо меньшей дозе: 10 мг. 
Одобрение от FDA для использования в лечении гепатита В в США было получено 20 сентября 2002 г., после чего адефовир продаётся под маркой Hepsera. 
В марте 2003 года адефовир получил одобрение для лечения ВГВ и в Европейском Союзе.

## Механизм действия
Адефовир работает путём блокирования обратной транскриптазы, фермента, который имеет решающее значение для размножения ВГВ в организме. Он одобрен для лечения хронического гепатита В у взрослых с признаками активной репликации вируса, о которой свидетельствует стойкое повышение аминотрансфераз (в первую очередь АЛТ) в сыворотке крови, или гистологически активной болезни.
Основным преимуществом адефовира по сравнению с ламивудином (первый ингибитор обратной транскриптазы, одобренный для лечения ВГВ) является то, что вирус гораздо дольше вырабатывает устойчивость к препарату.